# Дорожнє (Акшинський район)
Доро́жнє (рос. Дорожное) — село у складі Акшинського району Забайкальського краю, Росія. Входить до складу Урейського сільського поселення.

## Населення
Населення — 187 осіб (2010; 237 у 2002).
Національний склад (станом на 2002 рік):
- росіяни — 95 %